# 5739 Robertburns
5739 Robertburns este o planetă minoră (asteroid), cu un diametru de 5,702 km, din centura de asteroizi. A fost descoperită pe 24 noiembrie 1989 la Observatorul Siding Spring de Robert H. McNaught și a fost numită după Robert Burns. 
Obiectul prezintă o orbită caracterizată de o semiaxă mare de 2,7809391 UAi, o excentricitate de 0,32, o înclinație de 25,23143 ° în raport cu ecliptica.